# Thomas Johansson (musiker)
Sven Thomas "Plec" Johansson, född 21 november 1981 i Horns församling, Skaraborgs län, är en svensk låtskrivare och gitarrist

## Musikkarriär
Johansson har varit medlem i banden Lockdown, Mean Streak, Torchbearer och Unmoored.

## Kompositioner
- 2019 – Om jag var en annan man med Arvingarna.[4]
- 2021 – The words i left unspoken med Jan Johansen.[5]

### Melodifestivalen
- 2012 – Land of Broken Dreams med Dynazty (skriven tillsammans med Thomas G:son).

- 2014 – Raise Your Hands med Ammotrack (skriven tillsammans med Jari Kujansuu, Calle Kindbom och Mikael de Bruin).

- 2019 – I Do med Arvingarna (skriven tillsammans med Nanne Grönvall, Casper Janebrink och Mikael Karlsson).